# Hannes Weiler
Hannes Weiler (* 1981 in Stuttgart) ist deutscher Theater- und Hörspielregisseur, Autor und Videokünstler.

## Leben
Hannes Weiler assistierte am Deutschen Theater Berlin und am Schauspielhaus Zürich.
Er dramatisiert Romane, Erzählungen und andere Prosatexte. Darunter Rot und Schwarz (nach Stehndhal), Amerika (nach Kafka), Michael Kohlhaas (nach Kleist), Die Elixiere des Teufels (nach E.T.A Hoffmann), Sandmann (nach E.T.A Hoffmann). Döblins 1913 verfasster Roman Wadzeks Kampf mit der Dampfturbine wurde von ihm uraufgeführt.
Als Autor bearbeitet er die Vorlagen seiner Inszenierungen und entwickelt mit Ensembles eigene Stücke. Darunter die Theaterserie Heidis Alptraum Vol I-V, Wir könnten, aber.... Zusammen mit dem Kollektiv Delirious Productions Delirious Jena, Mein süßes Unbehagen, Prometheus.
Hannes Weiler arbeitet an Theatern unter anderem in Jena, Regensburg, Berlin, Bamberg, Zürich und Konstanz.
Eine kontinuierliche Zusammenarbeit verbindet ihn mit dem Bildenden Künstler, Bühnen- und Kostümbildner Florian Dietrich.
Hannes Weiler ist Mitglied des interdisziplinären Theaterkollektivs Delirious Productions, dessen Hörspieldebüt Taumel 2021 urausgestrahlt wurde.